# Питешть (Молдова)
Питешты (рум. Pitești, Питешть) — село в Леовском районе Молдавии. Наряду с селом Бештемак входит в состав коммуны Бештемак.

## География
Село расположено на высоте 106 метров над уровнем моря.

## Население
По данным переписи населения 2004 года, в селе Питешть проживает 48 человек (17 мужчин, 31 женщина).
Этнический состав села:
| Национальность | Число жителей | Процентный состав |
| -------------- | ------------- | ----------------- |
| молдаване      | 34            | 70.83             |
| гагаузы        | 11            | 22.92             |
| болгары        | 2             | 4.17              |
| украинцы       | 1             | 2.08              |
| Всего          | 48            | 100%              |